# قائمة المحطات الفضائية

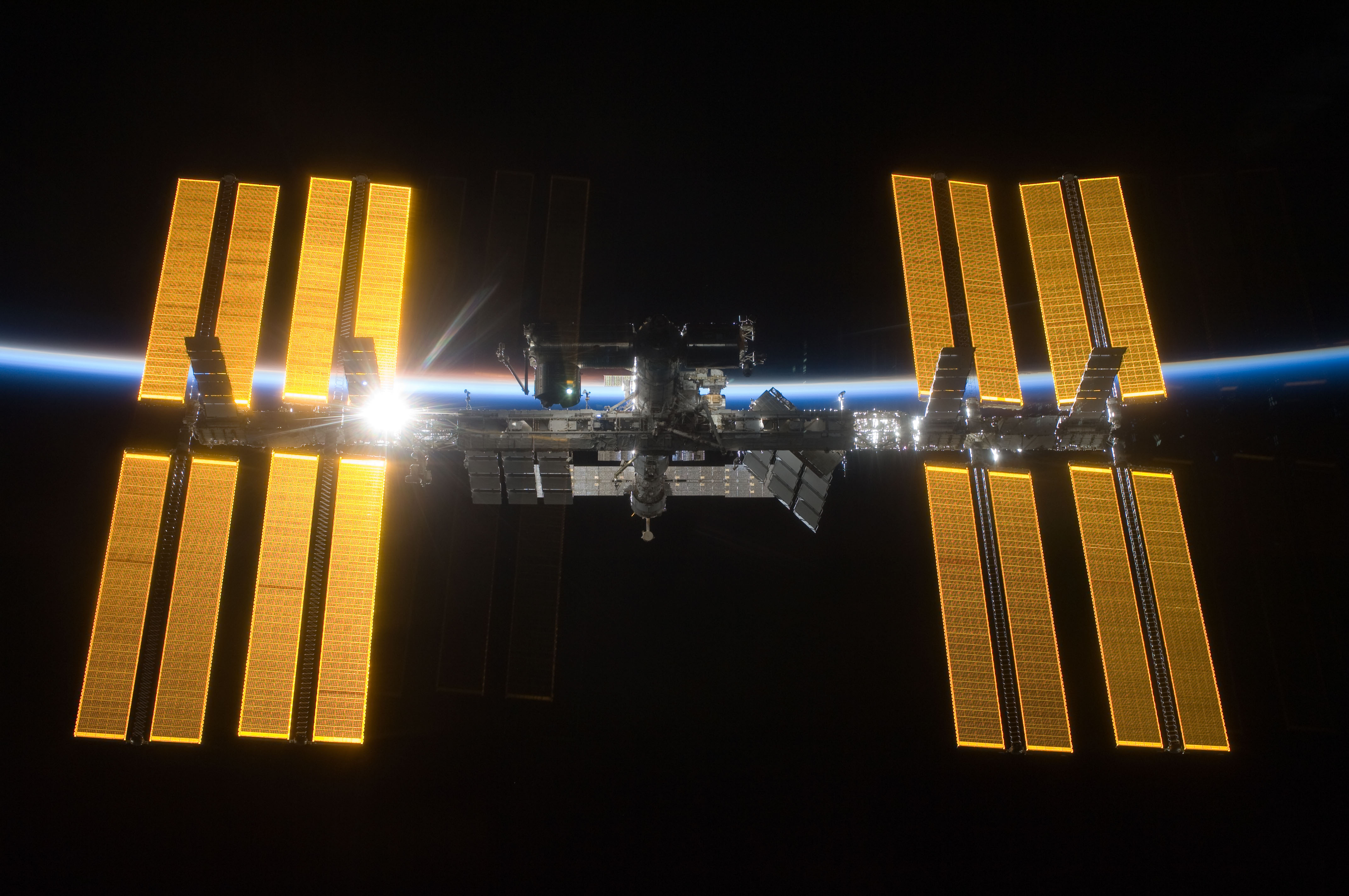
صورة لمحطة الفضاء الدولية أمام كوكب الأرض، تم إلتقاط الصورة بواسطة مكوك ديسكفري الفضائي أثناء إنفصاله عنه الصاروخ الذي حمله للفضاء

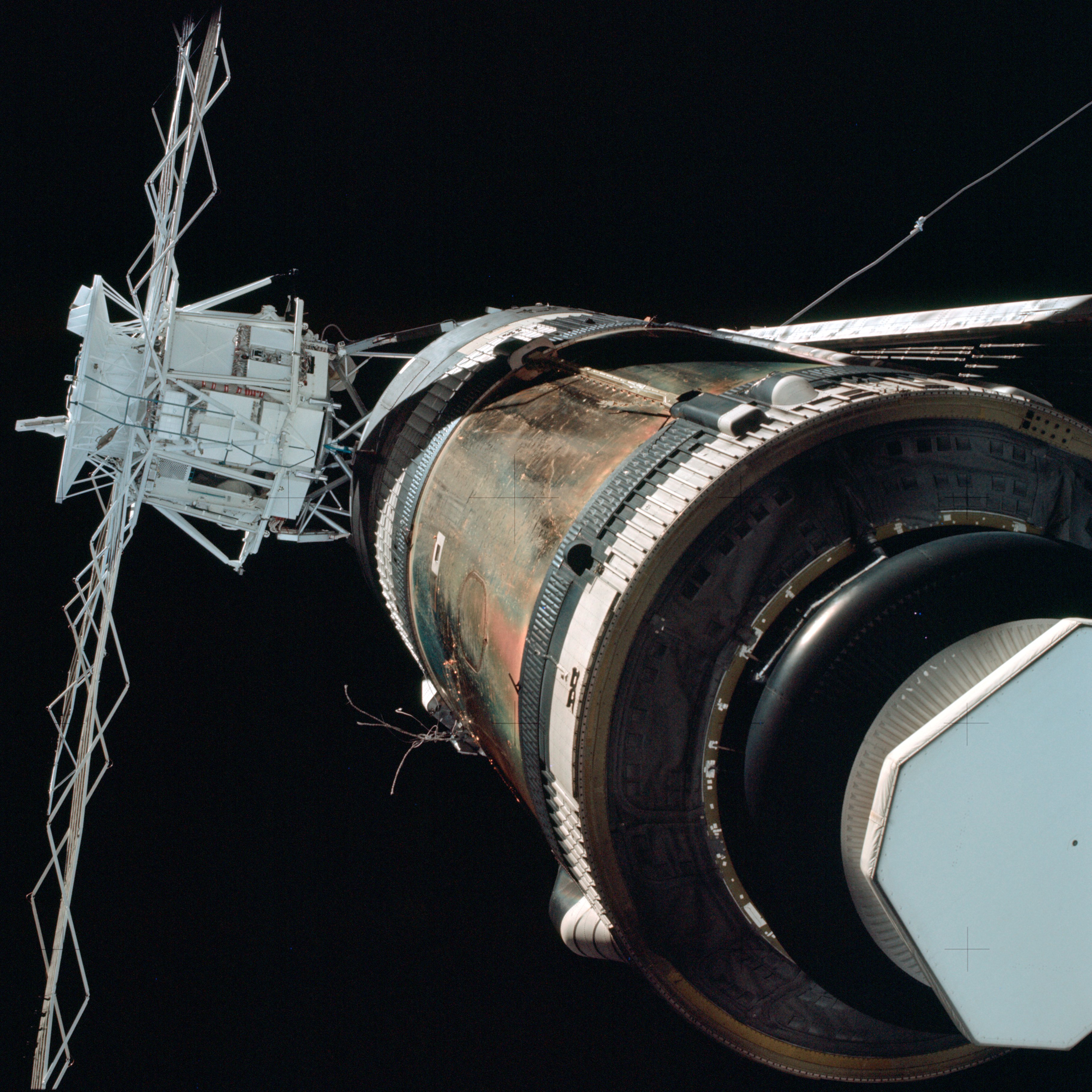
صورة لمختبر سكاي لاب الفضائي، تم إلتقاطها بواسطة رحلة سكايلاب 2 إلى المعمل الفضائي.

محطة الفضاء هو بناء اصطناعي مخصص للقيام بأنشطة في المدار المنخفض حول الأرض لأغراض مختلف ذو حيز داخلي كافي ومؤهل لإستضافة البشر وحفظ الحياة تم تصميمه ليبقي في المدار الأرضى المنخفض لفترة زمنية طويلة نسبيا، ومحطات الفضاء لديها القابلية للاندماج مع المركبات الفضائية القادمة من الأرض بشكل عام، ومحطة الفضاء الدولية هي المحطة الوحيدة العاملة والمأهولة حاليا وكان هناك محطات سابقة عديدة مثل محطة ساليوت الروسية وكذلك محطة ألماز وسكاي لاب ومحطة مير التي سقطت واحترقت في الغلاف في 23 مارس 2001. ومحطة الفضاء الصينية مثل محطة تيانقونغ-1 التي سقطت وتحطمت في 2 أبريل 2018
ويتم استخدام المحطات الفضائية لدراسة التأثيرات طويلة المدى علي الجسم البشري، ايضًا تُعتبر منصة للدراسات العلمية المطولة، وتم تصميم جميع المحطات الفضائية لكي يتم تدويرها بواسطة طواقم متعددة، من بين كل طاقم يتبقي شخص منه لمدة أسابيع أو أشهر، ونادرًا ما يبقي شخص لأكثر من عام مثل عام 2012 عندما قضي فلاديمير تيتوف وموسى مناروف وفاليري بولياكوف أكثر من عام في مهمات فضائية.
ويتم استخدام المحطات الفضائية لأغراض عسكرية ومدنية أيضًا، وأول محطة للاستخدام العسكري كانت محطة ساليوت 2 والتي تم إطلاقها من قبل الاتحاد السوفيتي في عام 1973 ضمن برنامج ألماز الفضائي، وإدعي الاتحاد أيضًا أنها لأغراض مدنية، وتقوم دول مثل الصين وروسيا وشركات خاصة ببناء المحطات الفضائية

## المحطات السابقة
في الجدول التالي محطات سابقة تم إرجاعها إلى الأرض وتكفكيكها.
وكان الاتحاد السوفيتي يُدير برنامجين فضائيين معًا، كانا يُعرفان عالميًا باسم برنامج ساليوت، والمحطة المدارية طويلة المدى (DOS) كان الهدف منها إجراء بحث علمي في مركبات الفضاء. بينما كان برنامج ألماز برنامجًا عسكريًا سريًا اُستخدم لعمليات الإستطلاع.
| double-dagger | لم تكن مأهولة قط |

| تيانقونغ-1 |
| ---------- |

| إدارة الفضاء الوطنية الصينية |

| 29 سبتمبر 2011 |

| 6 |

## نماذج
المحطات التي في الجدول التالي هي عبارة عن نماذج فقط، تم تصنيعها وانشاؤها من أجل أغراض دراسية واجراء اختبارات محاكاة عليها ولن تكون مأهولة قط ولن يزورها أي من البشر.
محطة أو بي إس 0855 كانت جزءًا من برنامج فضائي تم إلغاؤه بواسطة الولايات المتحدة، بينما محطات جينسيس الأولى والثانية تم إطلاقهم بسرية وما زالا يدوران حتي الآن.
| الاسم         | الكيان                  | البرنامج                        | ميعاد الاطلاق | ميعاد دخول الخدمة | فترة الدوران (يوم) | الكتلة                 | حجم الضغط          |
| ------------- | ----------------------- | ------------------------------- | ------------- | ----------------- | ------------------ | ---------------------- | ------------------ |
| أو بي إس 0855 | القوات الجوية الأمريكية | البرنامج المعملي الفضائي البشري | 3 نوفمير 1966 | 9 يناير 1967      | 67                 | 9,680 كـغ (21,340 رطل) | 11.3 م3 (400 قدم3) |
| جينسيس 1      | شركة بيجيلو للفضاء      |                                 | 12 يوليو 2006 | (في المدار)       | 6816               | 1,360 كـغ (3,000 رطل)  | 11.5 م3 (410 قدم3) |
| جينسيس 2      | شركة بيجيلو للفضاء      |                                 | 28 يونيو2007  | (في المدار)       | 6465               | 1,360 كـغ (3,000 رطل)  | 11.5 م3 (406 قدم3) |

## محطات ما زالت في الخدمة
المحطات التي في الجدول التالي ما زالت في الخدمة حتى الآن وتدور في مدارها المخصص لها وتحتوي علي نظام حفظ الحياة في حالة تم زيارتها من قبل البشر.
| الاسم               | الكيان | عدد الطاقم | ميعاد الاطلاق  | عدد أيام الدوران | الفترة التي استقبلت فيها زائرين | عدد الطاقم والزائرين | الزيارات البشرية | الزيارات الغير بشرية | الكتلة                    | حجم الضغط            |
| ------------------- | --- | ---------- | -------------- | ---------------- | ------------------------------- | -------------------- | ---------------- | -------------------- | ------------------------- | -------------------- |
| محطة الفضاء الدولية | - ناسا - وكالة الفضاء الروسية الفدرالية - وكالة الفضاء الأوروبية - وكالة الفضاء الكندية - منظمة استكشاف الفضاء اليابانية | 6          | 20 نوفمبر 1998 | 9607             | 8896                            | 215                  | 88               | 94                   | 417,289 كـغ (919,965 رطل) | 907 م3 (32,000 قدم3) |
| تيانجونغ 2          | إدارة الفضاء الوطنية الصينية                                                                                             | 2          | 15 سبتمبر 2016 | 3098             | 30                              | 2                    | 1                | 0                    | 8,600 كـغ (19,000 رطل)    |                      |

## محطات مُخطط لإطلاقها
المحطات التي في الجدول التالي هي محطات تم التخطيط لإطلاقها في الفضاء الخارجي وتم الإعلان عن ذلك من قبل الكيانات المالكة لها وهي حاليًا في مرحلة التصنيع والإنتاج والتطوير.
وميعاد الإطلاق المُدرج في الجدول التالي ربما يتغير حسب المعلومات الواردة.
| الاسم                   | الملكية                        | عدد الطاقم المتوقع | تاريخ الإطلاق المتوقع |
| ----------------------- | ------------------------------ | ------------------ | --------------------- |
| سبيس كومبليكس ألفا      | (خاصة)                         | 3+                 | 2020                  |
| سبيس كومبليكس برافو     | (خاصة)                         | 24                 | 2020                  |
| تيانغونغ 3              | إدارة الفضاء الوطنية الصينية   | 3                  | 2022                  |
| أو بي إس أيه كي (OPSEK) | وكالة الفضاء الروسية الفدرالية | غير معروف          | 2025                  |
| المحطة الفضائية الصينية | إدارة الفضاء الوطنية الصينية   | 3                  | بعد تيانقونغ-3        |
| محطة ألماز التجارية     | (خاصة)                         | أو أكثر            |                       |

## برامج فضائية مُلغاة
في الجدول التالي مشاريع فضائية أُلغيت من الجهة المالكة
| اسم المحطة            | الملكية                        | عدد الطاقم | ميعاد الإطلاق                                                                                 | ملاحظات                            |
| --------------------- | ------------------------------ | ---------- | --------------------------------------------------------------------------------------------- | ---------------------------------- |

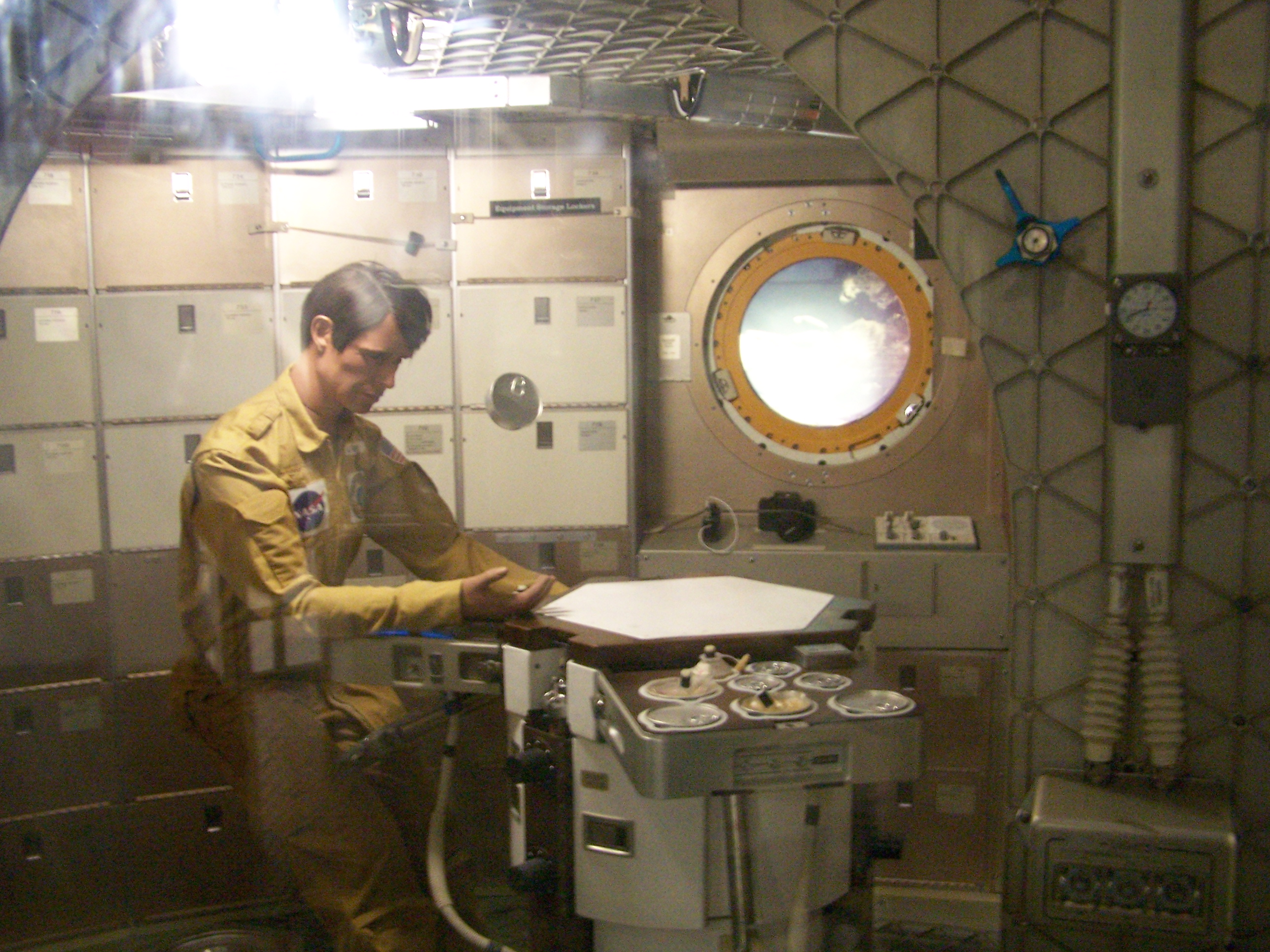
صورة من المعملة الداخلي لمحطة سكاي لاب بي أثناء التصنيع معروضة في متحف الطيران والفضاء الوطني في واشنطن.

| المعمل الدوار المأهول | ناسا                           | 2          | تم إطلاق نموذج لها في نوفمبر 1966 ظلت في مدارها لأربعين يومًا وتم إلغاء عمليات الإطلاق بعد ذلك | ألغيت بسبب التكاليف الباهظة        |
| سكاي لاب بي           | ناسا                           | 3          | كان مخططًا لإطلاقها بين عامي 1975 و 1979                                                       | أُلغيت بسبب ضعف التمويل             |
| جالاكسي               | (خاصة)                         | غير مأهولة | كان مخطط لإطلاقها في أواخر 2008                                                               | ألغيت بسبب إرتفاع التكاليف         |
| مير2                  | وكالة الفضاء الروسية الفدرالية | 2          | 1993                                                                                          | ألغيت بسبب مشاكل في التمويل        |
| فريدوم                | ناسا                           | 14-16      | مارس 1994                                                                                     | تم تحويلها إلي محطة الفضاء الدولية |